# Port lotniczy Viru Viru
Port lotniczy Viru Viru (IATA: VVI, ICAO: SLVR) – międzynarodowy port lotniczy położony 17 km na północ od centrum Santa Cruz. Jest największym portem lotniczym w Boliwii.
Pomysł budowy nowego, nowoczesnego portu lotniczego w Santa Cruz został opracowany w 1976 roku, w związku z zakorkowaniem starego lotniska El Trompillo. Wkrótce potem rozpoczęto budowę lotniska. Po inauguracji, Viru Viru stał się najważniejszym lotniskiem w Boliwii oraz głównym kierunkiem lotów międzynarodowych, ponieważ La Paz znajduje się na dużej wysokości i może być trudno do niego dojechać samochodem z innych miast Boliwii. Viru Viru jest obecnie największym międzynarodowym lotniskiem w Boliwii.
Viru Viru jest w stanie obsłużyć największych liczbę samolotów. Większość lotów to loty krajowe, loty z sąsiednich krajów Ameryki Południowej, Ameryki Północnej i niektóre loty europejskie. Viru Viru jest również węzłem dla największych linii lotniczych Boliwii, Aerosur i Boliviana de Aviación. 

## Linie lotnicze i połączenia
- Aerocon (Cochabamba, La Paz, Puerto Suarez, Tarija, Trinidad, Yacuiba)
- Aerolíneas Argentinas (Buenos Aires-Ezeiza)
- Aerosur (Asunción, Buenos Aires-Ezeiza, Cobija, Cochabamba, Cuzco, La Paz, Lima, Madryt, Miami, Panama, Puerto Suárez, Salta, São Paulo-Guarulhos, Sucre, Tarija, Tucumán, Waszyngton-Dulles)
- Amaszonas (Cochabamba, La Paz, Trinidad)
- American Airlines (Miami)
- Boliviana de Aviación (Buenos Aires-Ezeiza, Cobija, Cochabamba, La Paz, São Paulo-Guarulhos, Sucre, Tarija)
- Copa Airlines (Panama)
- Gol Transportes Aéreos (Campo Grande, São Paulo-Guarulhos)
- LAN Airlines (Iquique, Santiago de Chile)
- LAN Perú (Lima)
- TACA Perú (Lima)
- Transporte Aéreo Militar (Cobija, Cochabamba, La Paz, Puerto Suárez, Sucre, Tarija, Trinidad)
- TAM Airlines Paraguay (Asunción)

### Cargo
- AeroSur Cargo
- Transportes Aéreos Bolivianos (Cochabamba, La Paz, Miami, Panama)
- DHL Aviation
- FedEx Express